# Peter Widmann
Peter Widmann (* 20. September 1930 in München; † 17. April 2012 in Wildsteig) war ein deutscher Politiker (CSU).

## Leben
Peter Widmann besuchte die Oberrealschule, machte ein dreijähriges landwirtschaftliches Praktikum an der höheren Ackerbauschule in Landsberg/Lech und war danach bei der Bayerischen Landessiedlung tätig. Er studierte am Staatsinstitut für den landwirtschaftlichen Unterricht in München und legte 1958 seine zweite Lehramtsprüfung ab. Er war Landwirtschaftslehrer im Landkreis Schongau und Leiter der Landwirtschaftlichen Berufsschule Schongau, in der Jugend- und Erwachsenenbildung und als Oberstudiendirektor tätig sowie Vorsitzender des Kreisjugendrings.
1960 wurde Widmann in den Kreistag gewählt. 1966 wurde er Vorsitzender der CSU-Kreistagsfraktion und Kreisausschussmitglied, von 1972 bis 1975 war er stellvertretender Landrat. Von 1970 bis 1990 wurde Widmann im Stimmkreis Weilheim bzw. Weilheim-Schongau direkt gewählt und war dadurch Mitglied des Bayerischen Landtags.
Für seine Verdienste wurde Widmann mit dem Bundesverdienstkreuz 1. Klasse, dem Bayerischen Verdienstorden und der Kommunalen Verdienstmedaille ausgezeichnet.